# 斯魏因比昂·斯魏因比昂逊
斯魏因比昂·斯魏因比昂逊（1847年6月28日—1927年2月23日），冰岛作曲家，因为冰岛国歌《赞美歌》作曲而闻名。

## 生平
斯魏因比昂·斯魏因比昂逊1847年6月28日生於塞尔蒂亚纳内斯。他在早年學習神學時遇到剛剛萊比錫留學歸來的作曲家约翰·斯文森，後者鼓勵他前往萊比錫或哥本哈根學習音樂。斯魏因比昂首先奔赴哥本哈根，并在後來前往萊比錫師從卡尔·赖内克，因而獲得了遠高於同時期冰島其他音樂家的音樂教育。
由於在19世紀音樂家在冰島取得發展的前景並不明朗，斯魏因比昂遷至愛丁堡。其作品多是具有门德尔松風格的旋律歌曲或富含诗意的室内乐，斯魏因比昂也创作了相当数量的民歌。
1922年，冰島議會批准向其支付養老金，使其能夠返回冰島。1927年2月23日，斯魏因比昂逝于哥本哈根，其遺體被運回雷克雅未克，隆重安葬於苏杜加塔大街。

## 延伸閲讀
- 冰島音樂史：斯魏因比昂·斯魏因比昂逊（冰島語）